# Desaparecidos (gruppo musicale)
I Desaparecidos sono un gruppo musicale indie/punk statunitense fondato nel 2001 dal cantante e chitarrista Conor Oberst insieme a Matt Baum, Denver Dalley, Landon Edges e Ian McElroy.

## Storia
Originario del Nebraska, nel 2002 il gruppo pubblica con la Saddle Creek Records l'album di debutto intitolato Read Music/Speak Spanish. La band, ha continuato a suonare fino al 2002.
Nel luglio 2010 è avvenuta una reunion della band in occasione di un solo concerto statunitense (Concert for Equality)
Riunitasi ufficialmente a partire dal 2012, la band ha pubblicato singoli come MariKKKopa e Backsell (2012), Anonymous, The Left Is Right, Te Amo Camila Vallejo e The Underground Man (2013).
Nel giugno 2015 esce Payola, secondo album in studio della band a tredici anni di distanza dal primo. Il disco viene pubblicato con la Epitaph Records, storica etichetta punk. L'album è stato co-prodotto da Mike Mogis (Bright Eyes) e si avvale della collaborazione di Laura Jane Grace degli Against Me! e di Tim Kasher, membro di Cursive e So So Glos.
La musica e i testi dei Desaparecidos propongono temi di protesta politica e sociale.

## Formazione
- Conor Oberst — voce, chitarra (2001–2002, 2010, 2012–presente)
- Landon Hedges — basso, voce (2001–2002, 2010, 2012–presente)
- Matt Baum — batteria (2001–2002, 2010, 2012–presente)
- Denver Dalley — chitarra (2001–2002, 2010, 2012–presente)
- Ian McElroy — tastiera (2001–2002, 2010, 2012–presente)

## Discografia

### Album in studio
- 2002 — Read Music/Speak Spanish (Saddle Creek Records)
- 2015 — Payola (Epitaph Records)

### EP
- 2001 — The Happiest Place on Earth (Saddle Creek Records)
- 2001 — What's New For Fall (Wichita Recordings)